# 陸路運輸
陸路運輸為人類文明發展中不可缺少的一環。其歷史可追溯至舊石器時代即距今約260萬年。古人為求捕獵而造此工具。其動力來源一般來自被純化的動物如馬、牛和驢子。